# Paco Sedano
Francisco Sedano Antolín (ur. 2 grudnia 1979 w Madrycie) – hiszpański futsalista, bramkarz, gracz FC Barcelony i reprezentacji Hiszpanii.
Mistrz Świata z 2004 roku, Mistrz Europy z 2005 roku, dwukrotny zwycięzca UEFA Futsal Cup, trzykrotny Mistrz Hiszpanii, trzykrotny zdobywca Pucharu Hiszpanii.